# Борисовские пруды
Бори́совские пруды́ или Бори́совский пруд (ранее Царёвобори́совский, Царебори́совский пруд) — искусственный водоём в пойме реки Городни в Южном административном округе Москвы. Находится на территории районов Орехово-Борисово Северное и Москворечье-Сабурово, граничит с районом Братеево. С 1998 года является частью природно-исторического парка «Царицыно».

## Описание
Борисовский пруд — крупнейший старинный водоём Москвы. Площадь водного зеркала составляет 75,55 га, глубина — 1,5-2,5 м. Замыкает каскад Царицынских прудов, отделен от Нижнего пруда Шипиловской плотиной. Питание плёса происходит за счёт грунтовых и поверхностных вод.
Водоём пересекает Каширское шоссе. Между улицей Борисовские пруды и Шипиловским проездом на берегу Борисовского пруда находится одноименный парк, являющийся продолжением парка в Царицыне. На южном берегу находятся Храм Живоначальной Троицы и Храм Троицы в Борисове.

## История

Спущеный Борисовский пруд во время очистки (2007)

Первое упоминание о пруде в официальных документах относится к 1600 году — он был образован в это время по указу Бориса Фёдоровича Годунова в результате строительства Цареборисовской (Годуновской) плотины. В писцовых книгах 1627—1628 годов водоём отмечен как «Государев», с каменной плотиной и мельницей. В XVII—XIX веках на левой стороне Борисовского пруда находился заповедный лес урочище Заразы. Борисовский и Нижний Царицынский пруды часто называли Цареборисовскими, что связано с их принадлежностью к землям села Борисово. В 1860 году купцом Я. В. Гамсоном на месте мельницы была построена бумагопрядильная фабрика.
В 1960 году территория, на которой располагается Борисовский пруд, вошла в состав Москвы. В начале 1970 года в пруду насыпали остров, через который построили Нижний и Верхний Борисовские мосты. В результате водоём был поделен на два плёса: Шипиловский (западный верхний) и Борисовский (нижний восточный), с тех пор пруд называют как в единственном, так и во множественном числе. В 1983—1984 годах проведена работа по очистке пруда и укреплению берегов.
В 1998 году, согласно постановлениям Правительства Москвы № 1012 и № 564, Борисовский пруд был включён в состав особо охраняемой природной территории регионального значения природно-исторического парка «Царицыно». На юго-восточном берегу Борисовского плёса оборудованы два родника, которые в 2003 году были объявлены памятниками природы.
В 2007 году пруд вновь осушали, чистили и благоустраивали. В 2008 году работы по очистке пруда были завершены.
30 июля 2011 года территорию Борисовских прудов посетил мэр Москвы Сергей Собянин. Было принято решение о реконструкции и развитии парка у прудов. Было сделано 2 футбольных поля, 8 волейбольных площадок, 6 теннисных кортов, 8 км велотрассы, 40 беседок с мангалами и другие объекты.

## Рекреационные возможности
На северном берегу водоёма находится пляж с оборудованными зонами отдыха, однако купание в пруду запрещено Роспотребнадзором. Действуют пункт проката лодок, спасательная станция МЧС и места общественного питания. Зимой по периметру прудов прокладывают лыжню, в районе пляжа организуют проруби для крещенских купаний, действует клуб моржей.
В 2011 году на берегу водоёма был создан парк «Борисовские пруды». В нем обустроены детские и волейбольные игровые площадки, беседки для отдыха, теннисные корты и велодорожки.

Верхняя часть Борисовского пруда (вид от Шипиловского проезда)